# Maya Rudolph
Maya Khabira Rudolph (Gainesville (Florida), 27 juli 1972) is een Amerikaans actrice, zangeres en comédienne. 

## Biografie

### Jeugd
Maya Rudolph is een dochter van soulzangeres Minnie Riperton en muziekproducent Richard Rudolph. Haar peetmoeder was r&b-zangeres Teena Marie.
Rudolph en haar broer Marc groeiden vanaf midden jaren 70 in Los Angeles op; Minnie Riperton had in die periode een hit met Lovin' You waarin de tweejarige Maya op het eind herhaaldelijk werd genoemd. Rudolph was bijna zeven toen haar moeder op  12 juli 1979 op 31-jarige leeftijd aan kanker overleed.
Op de middelbare school raakte ze bevriend met de latere acteurs Gwyneth Paltrow en Jack Black. Tussen 1990 en 1995 studeerde ze in Santa Cruz.

### Carrière
In de jaren negentig speelde ze kortstondig in de band The Rentals en vervolgens in The Groundlings. Ze maakte van 2000 tot en met 2007 deel uit van de vaste cast van Saturday Night Live en heeft in diverse films gespeeld. 
Maya Rudolph vormde een Prince-tributeband waarin ze samen met Gretchen Liberum de zang op zich neemt. In 2020 was ze als Princess te zien bij het tribute-concert dat door de Grammy Awards werd georganiseerd.

## Filmografie (selectie)
- Idiocracy (2006)
- Shrek the Third (2007) - Rapunzel (stem)
- The Simpsons (2007) - Julia (stem)
- MacGruber (2010)
- Grown Ups (2010)
- Bridesmaids (2011)
- Up All Night (2011-heden)[2]
- Grown Ups 2 (2013)
- Turbo (2013) - Burn (stem)
- The Nut Job (2014) - Precious (stem)
- Inherent Vice (2014) - Petunia Leeway
- Big Hero 6 (2014) - Cass (stem)
- Maggie's Plan (2015)
- Popstar: Never Stop Never Stopping (2016) - Deborah
- The Angry Birds Movie (2016) - Matilda (stem)
- The Good Place (2016-2020) - Judge
- CHiPs (2017) - Sergeant Gail Hernandez
- The Emoji Movie (2017) - Smiler (stem)
- wine country (2019) - Naomi
- Big Hero 6: The Series (2017-2021) - Aunt Cass (stem)
- Big Mouth (2017-heden) - Diane Birch / Connie the Hormone Monstress / andere stemmen (stem)
- The Happytime Murders (2018) - Bubbles
- The Lego Movie 2: The Second Part (2019) - Mom
- The Angry Birds Movie 2 (2019) - Matilda (stem)
- The Willoughbys (2020) - Nanny (stem)
- The Mitchells vs. the Machines (2021) - Linda Mitchell (stem)
- Luca (2021) - Daniela Paguro (stem)
- Licorice Pizza (2021) - Gale
- Baymax! (2022) - Cass (stem)
- Disenchanted (2022) - Malvina
- Teenage Mutant Ninja Turtles: Mutant Mayhem (2023) - Cynthia Utrom (stem)
- IF (2024) - Alligator (stem)
- Dream Productions (2024) - Jean (stem)